# إنريكو كوين
إنريكو كوين (بالإنجليزية: Enrico Coen)‏ هو أحيائي وعالم نبات بريطاني، ولد في 29 سبتمبر 1957.